# Daylight Records
Daylight Records é uma editora americana, subsidiária da Sony Music Entertainment.

## História
Foi fundada por David Massey no ano de 1998, como membro do Grupo Epic Records. Assinou com vários artistas, ajudando-os na gravação das suas músicas. Actualmente, a Daylight Records colabora com editoras da família da Sony Music Entertainment, como a Columbia Records, Epic Records e a RED Distribution.

## Artistas
Listados alfabeticamente, são oito os actuais artistas que mantêm contracto assinado com a editora. São eles:
- Good Charlotte
- Cheyenne Kimball
- Cyndi Lauper
- Soshy
- Delta Goodrem
- Jonas Brothers
- Anastacia (1998-2006)
- Phantom Planet

### Artistas anteriores
- The Daylights
- mc chris
- Daniel Powter